# Lijst van vlaggen van Kameroen
Dit is een lijst van vlaggen van Kameroen.

## Nationale vlag (perFIAV-codering)
|          | Civiele vlag | Staatsvlag | Oorlogsvlag |
| -------- | ------------ | ---------- | ----------- |
| Te land  | · ?          | · ?        | · ?         |
| Te water | · ?          | · ?        | · ?         |

## Vlaggen van politieke partijen
| Vlag                                          | Periode      | Functie                                       | Beschrijving                               |
| --------------------------------------------- | ------------ | --------------------------------------------- | ------------------------------------------ |
| Vlag van de Union des Populations de Cameroun | 1956 - heden | Vlag van de Union des Populations de Cameroun | Een zwarte krab centraal op een rood veld. |

## Vlaggen van afscheidingsbewegingen
| Vlag | Periode | Functie | Beschrijving |
| --- | ------- | --- | --- |
| Vlag van de Bamileke National Movement. |         | Vlag van de Bamileke National Movement. | Vier even hoge horizontale banen in de Pan-Afrikaanse kleuren (vanaf boven) groen, geel, rood en zwart.                           |
| Vlag van Ambazonië. 'Ambazonië' wordt door voorstanders van onafhankelijkheid voor het voormalige Brits Kameroen gebruikt als naam voor hun gewenste staat. |         | Vlag van Ambazonië. 'Ambazonië' wordt door voorstanders van onafhankelijkheid voor het voormalige Brits Kameroen gebruikt als naam voor hun gewenste staat. | Vijf blauwe en vier witte horizontale banen met een blauw kanton waarin een vogel in een cirkel van dertien gouden sterren staat. |